# ثلاثي البيريدين
ثلاثي البيريدين (أو تيربيريدين) هو مركب كيميائي عضوي له الصيغة C15H11N3، ويوجد على شكل صلب بلوري أبيض اللون.
يتألف المركب بنيوياً من ثلاث حلقات بيريدين متصلة، بحيث تتصل حلقتين بالموقع 2 مع حلقة في الوسط في الموقعين 2 و6.

## التحضير
يحضر المركب من إجراء تفاعل ازدواج تأكسدي على البيريدين بوجود حفاز من كلوريد الحديد الثلاثي عند درجات حرارة تصل إلى 340 °س. يمكن إجراء التفاعل بشكل أكثر كفاءة انطلاقاً من 2-أسيتيل البيريدين. توجد أيضاً عدة طرق مختلفة لتحضير المركب.

## الخواص
يوجد المركب في الشروط القياسية على شكل صلب بلوري أبيض اللون. يعد ثلاثي البيريدين من الربيطات الجيدة في الكيمياء التناسقية، حيث يشكل معقدات تناسقية مع أغلب الفلزات الانتقالية.

## اقرأ أيضاً
- ثنائي البيريدين